# Yugi Yamada
Yugi Yamada (山田ユギ?, Yamada Yugi; Sapporo, 26 marzo ...) è una fumettista giapponese.
Prolifica autrice di opere josei a sfondo yaoi.

## Opere
- Kibishii no de Aru   (キビしいのである。?) (1997)
- Seinen 14-sai   (青年14歳?) (1998)
- Boku ni Datte Iibun ga Aru   (僕にだって言い分がある?) (1999)
- Taiyou no Shita de Warae    (太陽の下で笑え。?) (1999)
- Reizouko no Naka wa Karappo    (冷蔵庫の中はからっぽ?) (1999)
- Chiisana Glass no Sora   (小さなガラスの空?) (2000)
- Ore wa Warukunai     (俺は悪くない?) (2000)
- Saigo no Door wo Shimero!   (最後のドアを閉めろ！?) (2001)
- Yarashii Hirusagari    (やらしい昼下がり?) (2001)
- Mizu Numuru     (水温む?) (2001)
- Hatarakimasen!    (働きません！?) (2002)
- Warera no Mizu wa Doko ni Aru    (我らの水はどこにある?) (2002)
- Aiteru Door kara Shitsurei Shimasu yo    (開いてるドアから失礼しますよ?) (2003)
- Yume ga Kanau 12-gatsu    (夢がかなう１２月?) (2003)
- Ohikkoshi?     (おひっこし？?) (2004)
- Picnic  (ピクニック?) (2004)
- Dōshite namida ga Derunokana    (どうして涙が出るのかな?) (2004)
- Dare ga Omae wo Suki dato Itta    (誰がおまえを好きだと言った?) (2005)
- Neanche il tempo per sognare  (夢を見るヒマもない?, Yume wo Miru Hima mo Nai) (2006)
- Yoru ni Yurusareru    (夜に赦される?) (2006)
- Takaga Koi Daro (たかが恋だろ?)   (2007)
- Arienai Futari   (ありえない二人?) (2007)
- Darenimo Ai Sarenai     (誰にも愛されない?) (2007)
- Shinu hodo Suki    (死ぬほど好き?) (2008)
- Hito wa Naze Hataraka Nakereba Naranai no ka     (人はなぜ働かなければならないのか?) (2009)
- Aiso Tsukashi (愛想尽かし?) (2009)